# توراسته، استونی
توراسته، استونی (به لاتین: Tuuraste) یک روستا در استونی است که در دهستان آودرو واقع شده‌است.

## خصوصیات
توراسته ۳۶ نفر جمعیت دارد.